# IFC Films
IFC Films é uma produtora e distribuidora de filmes com sede na cidade de Nova Iorque. É uma ramificação do canal IFC, de propriedade da AMC Networks. Distribui principalmente filmes independentes com seu próprio nome, filmes e documentários selecionados estrangeiros sob o selo Sundance Selects e filmes de gênero sob o selo IFC Midnight. A produtora também opera o IFC Center.